# Bruce Grimshaw
Bruce Edward Grimshaw est un ancien arbitre néo-zélandais de football.

## Carrière
Il a officié dans des compétitions majeures : 
- Coupe d'Océanie de football 1998 (2 matchs)
- Coupe du monde de football des moins de 17 ans 1999 (2 matchs)
- JO 2000 (2 matchs)